# روبرت واتسون (سياسي كندي)
روبرت واتسون هو سياسي كندي، ولد في 1 سبتمبر 1863، وتوفي في 4 مايو 1930.